# Lijst van afleveringen van Halt and Catch Fire
Dit is een lijst van afleveringen van de Amerikaanse televisieserie Halt and Catch Fire. De serie telt vier seizoenen.

## Overzicht

### Seizoen 1
Het eerste seizoen van Halt and Catch Fire speelt zich af in 1983.
| Nr. | Aflevering | Titel                | Regisseur                | Schrijver                                   | Uitzenddatum    |  |
| --- | ---------- | -------------------- | ------------------------ | ------------------------------------------- | --------------- |  |
| 1   | 1          | I/O                  | Juan José Campanella     | Christopher Cantwell, Christopher C. Rogers | 1 juni 2014     |  |
| 2   | 2          | FUD                  | Juan José Campanella     | Christopher Cantwell, Christopher C. Rogers | 8 juni 2014     |  |
| 3   | 3          | High Plains Hardware | Karyn Kusama             | Jason Cahill                                | 15 juni 2014    |  |
| 4   | 4          | Close to the Metal   | Johan Renck              | Jonathan Lisco                              | 22 juni 2014    |  |
| 5   | 5          | Adventure            | Ed Bianchi               | Dahvi Waller                                | 29 juni 2014    |  |
| 6   | 6          | Landfall             | Larysa Kondracki         | Zack Whedon                                 | 6 juli 2014     |  |
| 7   | 7          | Giant                | Jon Amiel                | Jamie Pachino                               | 13 juli 2014    |  |
| 8   | 8          | The 214s             | Daisy von Scherler Mayer | Dahvi Waller, Zack Whedon                   | 20 juli 2014    |  |
| 9   | 9          | Up Helly Aa          | Terry McDonough          | Jason Cahill                                | 27 juli 2014    |  |
| 10  | 10         | 1984                 | Juan José Campanella     | Christopher Cantwell, Christopher C. Rogers | 3 augustus 2014 |  |

### Seizoen 2
Het tweede seizoen speelt zich af in 1985.
| Nr. | Aflevering | Titel                     | Regisseur                | Schrijver                                   | Uitzenddatum    |  |
| --- | ---------- | ------------------------- | ------------------------ | ------------------------------------------- | --------------- |  |
| 11  | 1          | SETI                      | Juan José Campanella     | Christopher Cantwell, Christopher C. Rogers | 31 mei 2015     |  |
| 12  | 2          | New Coke                  | Phil Abraham             | Jonathan Lisco                              | 7 juni 2015     |  |
| 13  | 3          | The Way In                | Jeff Freilich            | Jason Cahill                                | 14 juni 2015    |  |
| 14  | 4          | Play with Friends         | Kimberly Peirce          | Dahvi Waller                                | 21 juni 2015    |  |
| 15  | 5          | Extract and Defend        | Michael Morris           | Zack Whedon                                 | 28 juni 2015    |  |
| 16  | 6          | 10Broad36                 | Larysa Kondracki         | Jamie Pachino                               | 5 juli 2015     |  |
| 17  | 7          | Working for the Clampdown | Karyn Kusama             | Christopher Cantwell, Christopher C. Rogers | 12 juli 2015    |  |
| 18  | 8          | Limbo                     | Daisy von Scherler Mayer | Zack Whedon                                 | 19 juli 2014    |  |
| 19  | 9          | Kali                      | Craig Zisk               | Jason Cahill                                | 26 juli 2015    |  |
| 20  | 10         | Heaven Is a Place         | Phil Abraham             | Christopher Cantwell, Christopher C. Rogers | 2 augustus 2015 |  |

### Seizoen 3
Het derde seizoen speelt zich grotendeels af in 1986. In de laatste twee afleveringen maakt de tijdslijn een sprong naar 1990.
| Nr. | Aflevering | Titel                         | Regisseur                | Schrijver                                   | Uitzenddatum      |  |
| --- | ---------- | ----------------------------- | ------------------------ | ------------------------------------------- | ----------------- |  |
| 21  | 1          | Valley of the Heart's Delight | Daisy von Scherler Mayer | Christopher Cantwell, Christopher C. Rogers | 23 augustus 2016  |  |
| 22  | 2          | One Way or Another            | Kimberly Peirce          | Michael Saltzman                            | 23 augustus 2016  |  |
| 23  | 3          | Flipping the Switch           | Jeff Freilich            | Lisa Albert                                 | 30 augustus 2016  |  |
| 24  | 4          | Rules of Honorable Play       | Jake Paltrow             | Alison Tatlock                              | 6 september 2016  |  |
| 25  | 5          | Yerba Buena                   | Andrew McCarthy          | Mark Lafferty                               | 13 september 2016 |  |
| 26  | 6          | And She Was                   | Michael Morris           | Angelina Burnett                            | 20 september 2016 |  |
| 27  | 7          | The Threshold                 | Karyn Kusama             | Michael Saltzman                            | 27 september 2016 |  |
| 28  | 8          | You Are Not Safe              | Reed Morano              | Lisa Albert, Alison Tatlock                 | 4 oktober 2016    |  |
| 29  | 9          | NIM                           | Christopher Cantwell     | Mark Lafferty                               | 11 oktober 2016   |  |
| 30  | 10         | NeXT                          | Phil Abraham             | Christopher Cantwell, Christopher C. Rogers | 11 oktober 2016   |  |

### Seizoen 4
Het vierde seizoen speelt zich grotendeels af in 1993.
| Nr. | Aflevering | Titel                | Regisseur                | Schrijver                                   | Uitzenddatum      |  |
| --- | ---------- | -------------------- | ------------------------ | ------------------------------------------- | ----------------- |  |
| 31  | 1          | So It Goes           | Juan José Campanella     | Christopher Cantwell, Christopher C. Rogers | 19 augustus 2017  |  |
| 32  | 2          | Signal to Noise      | Meera Menon              | Mark Lafferty                               | 19 augustus 2017  |  |
| 33  | 3          | Miscellaneous        | Jeff Freilich            | Zack Whedon                                 | 26 augustus 2017  |  |
| 34  | 4          | Tonya and Nancy      | Stacie Passon            | Alison Tatlock                              | 9 september 2017  |  |
| 35  | 5          | Nowhere Man          | So Yong Kim              | Angelina Burnett                            | 16 september 2017 |  |
| 36  | 6          | A Connection is Made | Michael Morris           | Julia Cho                                   | 23 september 2017 |  |
| 37  | 7          | Who Needs a Guy      | Tricia Brock             | Lisa Albert                                 | 30 september 2017 |  |
| 38  | 8          | Goodwill             | Christopher Cantwell     | Zack Whedon                                 | 7 oktober 2017    |  |
| 39  | 9          | Search               | Daisy von Scherler Mayer | Mark Lafferty                               | 14 oktober 2017   |  |
| 40  | 10         | Ten of Swords        | Karyn Kusama             | Christopher Cantwell, Christopher C. Rogers | 14 oktober 2017   |  |